# Rescue at Midnight Castle
Pour plus de détails, voir Fiche technique et Distribution.
Rescue at Midnight Castle est un téléfilm d'animation américain réalisé par John Gibbs et sorti en 1984.

## Fiche technique
- Titre original : Rescue at Midnight Castle
- Réalisation : John Gibbs
- Scénario : George Arthur Bloom
- Photographie :
- Montage : Robert T. Gillis
- Musique : Johnny Douglas, Ford Kinder, Spencer Michlin et Tommy Goodman
- Costumes :
- Décors :
- Casting :
- Producteur : Karl Geurs et Bob Richardson
- Sociétés de production : Hasbro, Sunbow Productions, Marvel Productions et Toei Animation
- Sociétés de distribution : Claster Television
- Pays d'origine :  États-Unis
- Langue originale : anglais
- Format : couleur
- Genre : Animation
- Durée : 22 minutes
- Dates de sortie : 
  - États-Unis : 14 avril 1984

## Distribution
- Charles Adler : Spike
- Tammy Amerson : Megan
- Fran Brill
- Victor Caroli : Tirac
- Laura Dean : Twilight, Bow Tie et Cotton Candy
- Sandy Duncan : Firefly, Medley et Applejack
- Tony Randall : The Moochick
- Gerrianne Raphael : Sealight
- Ron Taylor : Scorpan et le prince
- Ullanda McCullough : Seawinkle
- Lynne Lipton : Ember